# Блява (село)
Бля́ва (рос. Блява) — село у складі Мідногорського міського округу Оренбурзької області, Росія.

## Населення
Населення — 133 особи (2010; 208 у 2002).
Національний склад (станом на 2002 рік):
- росіяни — 62 %
- башкири — 28 %